# Шипоклювки
Шипоклювки (лат. Acanthiza) — род воробьинообразных птиц из семейства шипоклювковых (Acanthizidae). Почти все виды распространены в Австралии, но один — полосатохвостая шипоклювка, встречается в Папуа — Новой Гвинее.

## Список видов
Международный союз орнитологов относит к роду 14 видов:
- Желтопоясничная шипоклювка (Acanthiza chrysorrhoa)
- Acanthiza cinerea
- Полосатохвостая шипоклювка (Acanthiza murina)
- Малая шипоклювка (Acanthiza nana)
- Полосатая шипоклювка (Acanthiza lineata)
- Широкохвостая шипоклювка (Acanthiza apicalis)
- Тасманийская шипоклювка (Acanthiza ewingii)
- Горная шипоклювка (Acanthiza katherina)
- Рыжелобая шипоклювка (Acanthiza pusilla)
- Сероспинная шипоклювка (Acanthiza robustirostris)
- Земляная шипоклювка (Acanthiza iredalei)
- Буропоясничная шипоклювка (Acanthiza uropygialis)
- Лесная шипоклювка (Acanthiza inornata)
- Корольковая шипоклювка (Acanthiza reguloides)

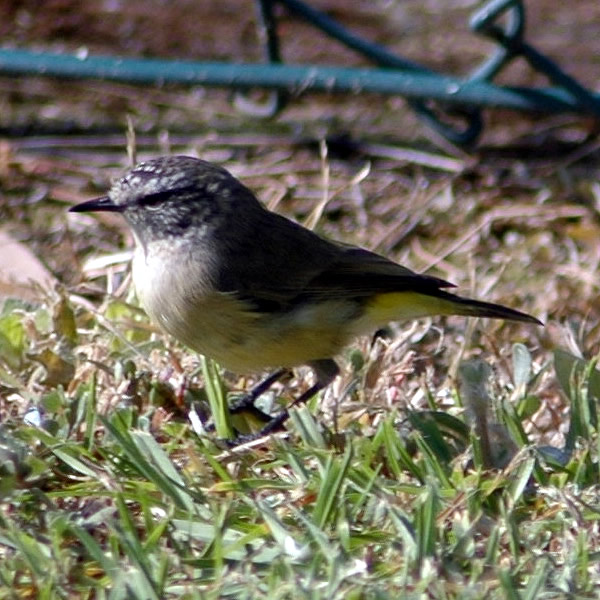
Желтопоясничная шипоклювка
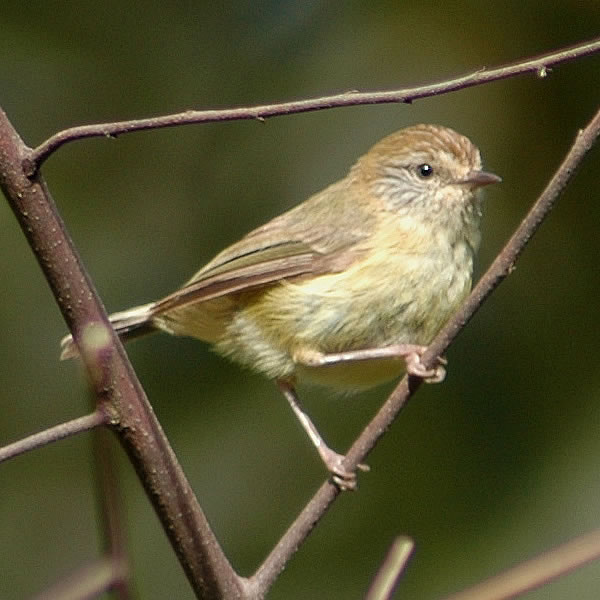
Малая шипоклювка
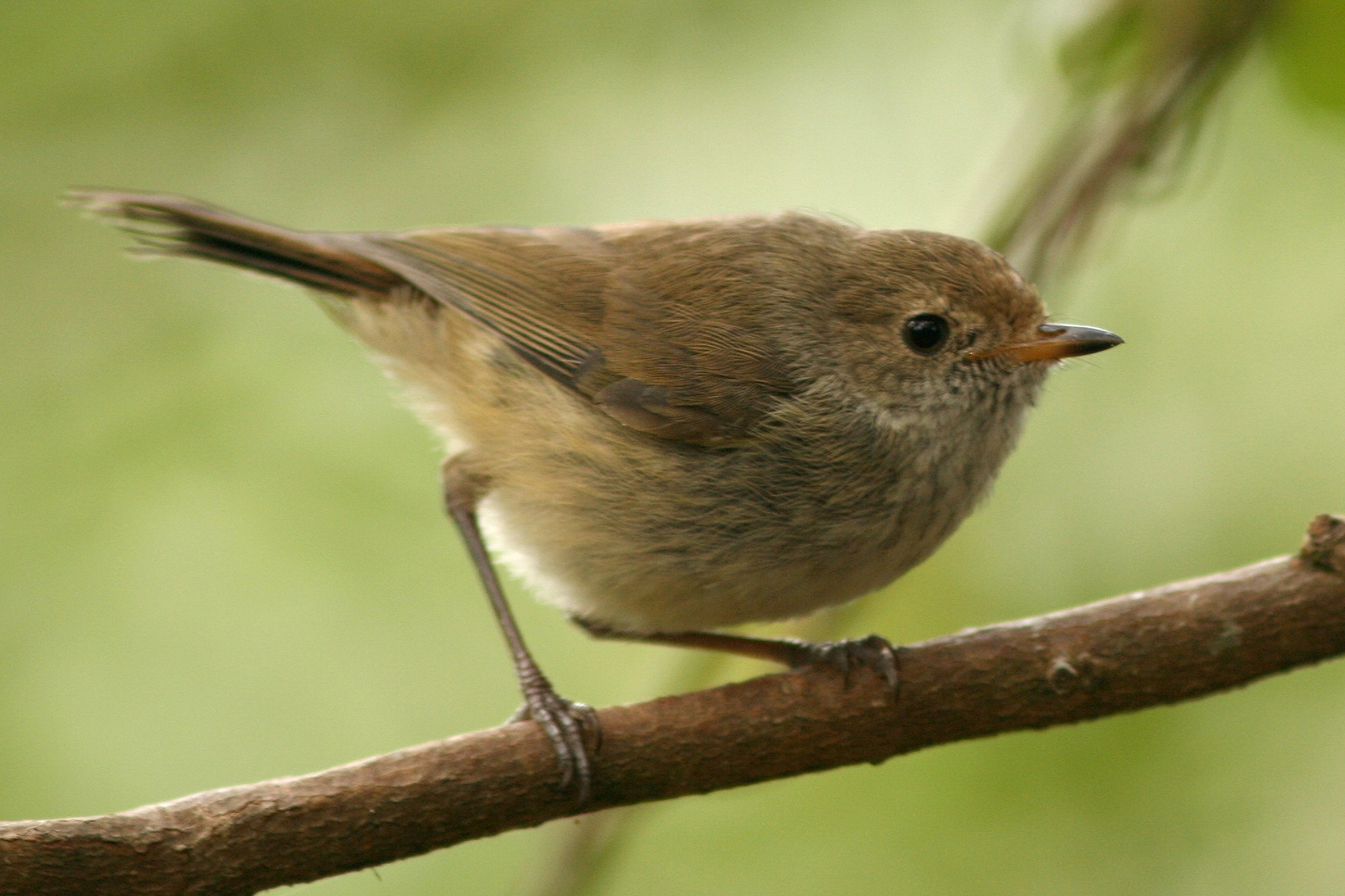
Рыжелобая шипоклювка
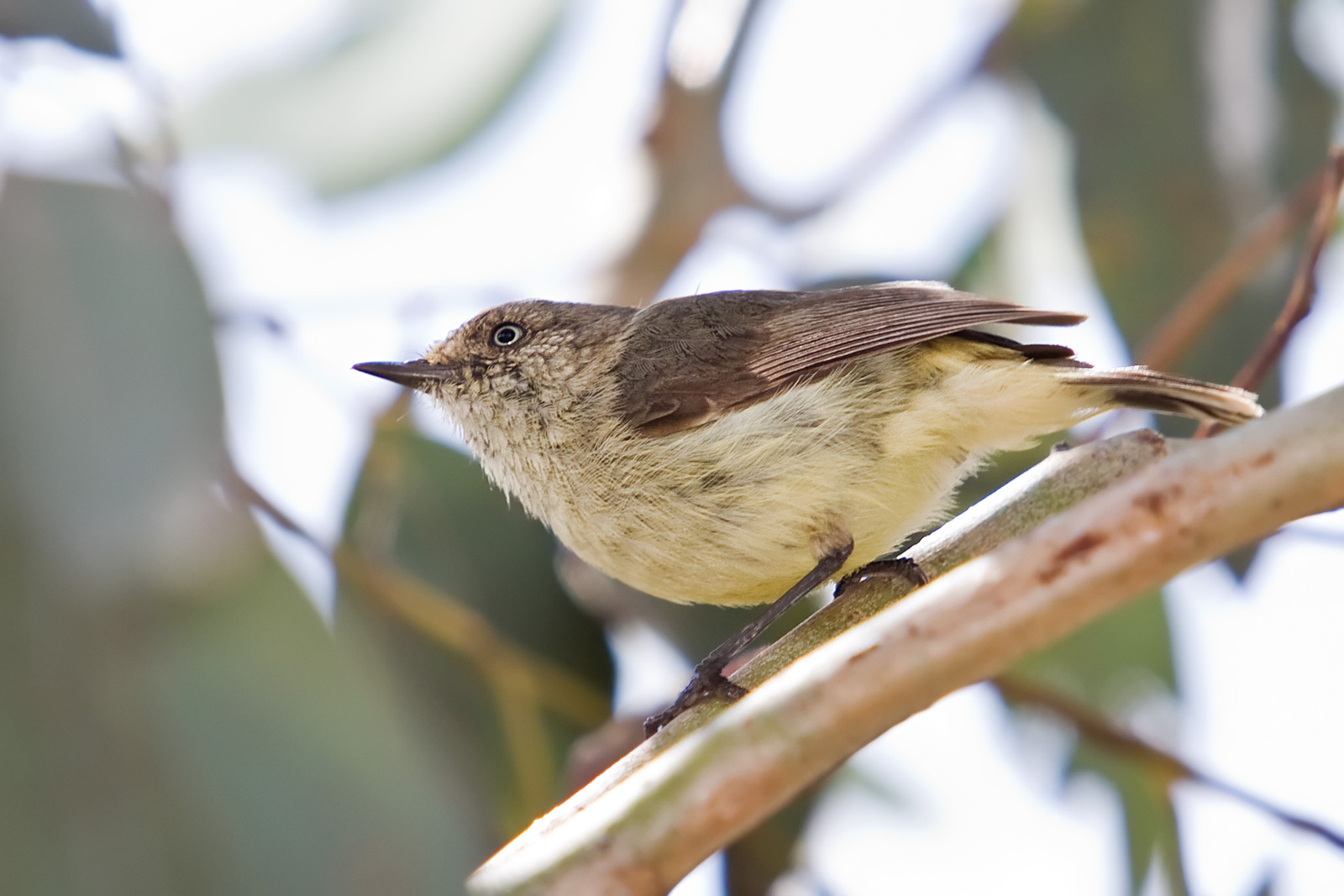
Корольковая шипоклювка